# 旺角劏房碎屍案
旺角劏房碎屍案是發生於2017年12月17日的倫常慘案，12歲女童何美潔在居住的香港旺角劏房單位內，遭患有精神病的母親曹燕殺害並且肢解，最後死者母親曹燕被判無限期醫院令。

## 背景
案件死者為12歲的女童何美潔，出生在中國內地，父母離婚後，母親曹燕改嫁予一名香港男子，並取得單程證。2013年曹燕申請何美潔來港定居，但其後又將何美潔送回內地，在一年前何美潔才返回香港生活，並與母親曹燕在旺角廣東道1180號萬福樓一劏房生活，入讀塘尾道官立小學四年級。何美潔經常需要往來中港兩地，家庭關係複雜，但並未有放棄學業，順利升讀小六，品學兼優，且積極參與課外活動，更是一名運動健將，案發前一個月才代表學校參加學界跳遠比賽。
死者何美潔的母親，即疑凶為37歲曹燕，在桑拿場工作，並且懷疑有濫藥問題，早年與一名內地男子在四川結婚，並誕下何美潔。

## 案發經過
2017年12月17日下午約3時至4時，有鄰居曾聽到1180號單位傳出「剁嘢聲」，然後嗅到濃烈消毒藥水味，但鄰居當時不以為然。至晚上8時，涉案劏房樓層的樓梯滲滿水漬，該劏房的住客曹燕在梯間向一名女鄰居借電話無果，再遇毗鄰單位一名姓林男童倒垃圾，向他聲稱家中爆水喉，而自己手機「被監控」，欲借電話致電內地向丈夫求助，男童通知母親後終借出手機，怎料手機一去不返。事隔約一小時，林父下班回家得悉事件，欲討回手機不果，察覺曹燕神色古怪，語無倫次，而且「見佢撳咗好耐都未得」，不曾成功撥出電話，暗起疑心，至晚上10時許報警求助。
軍裝警員接報到場，在屋外發現曹燕，但她表現不合作。警方遂破門入屋，在單位浴室企缸位置，發現懷疑曹燕女兒何美洁的屍體，當時她的屍體被剁成11件，頸部被斬斷至身首異處，腹部被劏開致腸臟流出，其頭顱、內臟、肢體被放在企缸內，堵塞渠口以致血水倒灌，浸濕整個套房，更滲出屋外發現女童被肢解，殘肢在廁所內，水龍頭流出的水帶血，部分頭顱留在電飯煲內。警方經初步調查後，當場以涉嫌謀殺拘捕曹燕，惟她神志迷惘，直至12月18日黃昏仍未能與其錄取口供。

## 案件調查
案件由旺角警區重案組負責調查，在單位內檢走大批證物，包括一把菜刀、衣物、洗水液、牛奶、避孕套、染血木凳，並在現場發現一個自製、但已非常殘舊的冰壺，但單位未有檢獲任何毒品。警方初步估計何美洁遇害時間為2017年12月17日上午至下午，惟仍有待法醫報告。醫生亦已抽取曹燕血液檢驗，以確認她有無吸毒或濫藥。警方亦聯絡何美洁的生父及曹燕的香港前夫，以進一步了解家庭背景。警方與相關部門亦商議拆去水渠的可行性，相信上址去水渠可能積聚案中死者的殘餘肢體。
其後，警方表示現場是一間面積約60平方呎的劏房，死者的頭部、內臟及身體多處疑被肢解，引致企缸水渠淤塞，血水流滿整個房間，更溢出房外波及鄰居，由法醫及鑑證科人員到場進一步詳細檢驗，仍在尋找案中兇器。但由於疑兇表現不合作，其犯案動機仍有待調查，警方將調查疑兇與死者平時的相處，以及死者父親的背景，初步相信涉事家庭無家暴紀錄。
2017年12月18日凌晨2時許，約20名警員到場協助搜證，警員兵分多路在案發現場樓下搜尋涉案證物，搜索範圍包括花槽、後巷、車底、垃圾筒及路邊棄置垃圾，警員花約2個小時搜索，但暫未有進一步發現。至凌晨4時半，黑箱車到場，仵工將殘肢用白布包裹放入鐵箱送殮房，警方稍後將安排驗屍以確定其死因。
法證專家其後到場，在近門口一張椅上發現身體內臟，另一部分的頭顱連頭髮放在一煮食煲上，腸和子宮等則在洗手盆中。

## 司法程序
案發當晚警方以謀殺罪名拘捕曹燕，於翌日錄取警誡供辭及錄影會面紀錄中，被問及為何在單位內發現屬於女童的肢體，曹燕回應不想回答，並聲稱不清楚此事，說她當時只想找契爺幫手。
驗屍官證實在單位找到的所有身體組織，來自一個身體健全的女童，被肢解皮膚顯示有被尖銳物品割裂的痕迹，身上有多處瘀傷，其中手部瘀傷相信是女童曾用手擋開襲擊。女童可能因窒息致死，但無證據證實，女童死因列作不明。
2020年5月18日，曹燕在高等法院承認一項誤殺罪名，另一項阻止屍體合法埋葬罪則不予起訴，案件押後至2020年6月10日再訊，以待法官索取兩份精神科報告及辯方求情。
2020年6月12日，辯方律師今求情時指，曹燕為一名關心女兒的母親，但因精神問題犯案，她將會為本案抱憾終生。法官判刑時引述被告的精神科報告，指被告曾服食海洛英，自2017年2月起吸食冰毒。此外，她曾向男友稱自己被鬼上身。報告指，被告患有精神分裂和思覺失調，有幻聽和幻覺。法官又指本案是一宗悲劇，被告在沒有預兆下奪去女兒的性命。案中沒有證據顯示，被告和女兒是敵對。若非被告的精神問題，她不會殺死其爱惜的女兒。法官又指，控方案情提及被告女兒以殘忍方式殺害和肢解，任何人看到案情都會感到震驚。考慮控罪和被告的精神科報告等，接納報告的建議，判被告無限期醫院令。

## 改编作品
此案件被改编成2026年上映的电影《小洁》，由翁子光监制，翁子光、谭广源、叶伟平、梁永豪编剧，王伟仁导演，张颂文（饰演林sir）、方力申（饰演何小洁继父）、张可盈（饰演曹小燕）、杜卡妮（饰演何小洁）主演，由英皇影业有限公司、银都机构有限公司、一剧之本有限公司、香港电影发展基金及文创产业发展处出品，英皇电影发行，本片根据2017年旺角㓥房碎尸案为蓝本改编，拍摄取材获得本案母亲的支持和协助。